# Даворин
Даворин је мушко име. Познати људи са овим именом су:
- Даворин Боговић (1960), хрватски рок певач
- Даворин Јенко (1835–1914), словеначки композитор
- Даворин Марчеља (1924-2011), хрватски десетобој
- Даворин Поповић (1946–2001), босанскохерцеговачки поп певач
- Даворин Шавник (1929-2014), словеначки архитекта